# In the Dawn
In the Dawn (All'Alba) è una canzone scritta dal compositore inglese Edward Elgar nel 1901 come sua Op. 41, n. 1.

## Storia
Le parole sono tratte dalla poesia The Professor di Arthur Christopher Benson.
Più o meno nello stesso periodo Elgar scrisse la canzone Speak, Music!, come Op.41, n. 2, con parole tratte dalla stessa poesia.
Le due canzoni furono eseguite per la prima volta alla Queen's Hall il 26 ottobre 1901. La copertina della canzone, pubblicata da Boosey & Co, indica che fu cantata da John Coates, che registrò la canzone nel 1915.

## Versi
And heart to heart, and hand in hand;
The swift fire leaps, and instantly
They understand.
Henceforth they can be cold no more;
Woes there may be, ay, tears and blood,
But not the numbness, as before
They understood.
Henceforth, though ages roll
Across wild wastes of sand and brine,
Whate’er betide, one human soul
Is knit with mine.
Whatever joy be dearly bought,
Whatever hope my bosom stirs,
The straitest cell of secret thought
Is wholly hers.
Ay, were I parted, life would be
A helpless, heartless flight along
Blind tracks in vales of misery
And sloughs of wrong.
Nay, God forgive me!
Life would roll like some dim moon thro’ cloudy bars;
But to have loved her sets my soul
Among the stars.»
E cuore a cuore e mano nella mano;
Il rapido fuoco salta e all'istante
Loro capiscono.
D'ora in poi non possono più avere freddo;
Ci possono essere dolori, sì, lacrime e sangue,
Ma non torpore, come prima
Hanno capito.
D'ora in poi, anche se le età passeranno
Attraverso lande selvagge di sabbia e acqua salata,
In ogni caso, un'anima umana
È unita alla mia.
Qualunque gioia sia a caro prezzo,
Qualunque sia la speranza il mio seno si agita,
La cellula più stretta del pensiero segreto
È interamente suo.
Sì, se mi fossi separato, la vita sarebbe stata
Un volo indifeso e senza cuore
Tracce cieche in valori di miseria
E paludi di male.
No, Dio mi perdoni!
La vita rotolerebbe come una luna fioca attraverso banchi di nuvole;
Ma averla amata pone la mia anima
Tra le stelle»

## Incisioni
- Una registrazione precoce, probabilmente la prima, fu fatta il 14 aprile 1915 da John Coates per la Gramophone Company 02583 (matrice HO 751ac).
- Songs and Piano Music by Edward Elgar contiene "In the Dawn" eseguita da Mark Wilde (tenore), con David Owen Norris (piano).
- Elgar: Complete Songs for Voice & Piano Amanda Roocroft (soprano), Reinild Mees (piano)
- The Songs of Edward Elgar SOMM CD 220 Neil Mackie (tenore) con Malcolm Martineau (piano), al Southlands College, London, April 1999